# Hrvatsko kulturno-umjetničko društvo "Valpovo 1905" Valpovo
Hrvatsko kulturno-umjetničko društvo "Valpovo 1905." Valpovo (skraćeni naziv: HKUD "Valpovo 1905." Valpovo; registarski broj: 14000451) upisano je u Registar udruga Republike Hrvatske  Arhivirana inačica izvorne stranice od 16. srpnja 2006. (Wayback Machine) 15. I. 1998. godine sa sjedištem u Valpovu, Kralja Tomislava 2. Bavi se "ostvarivanjem narodnog glazbenog stvaralaštva, zbornog pjevanja, dramskog, likovnog i literarnog stvaralaštva".
Predsjednik HKUD-a je Berislav Brkić, a tajnik i voditelj Duško Topić.
Povodom stogodišnjice društva tiskana je povjesnica Hrvatsko kulturno-umjetničko društvo Valpovo 1905. autora Duška Topića.
2011. godine izdan je novi DVD medij “Čupava garava”. Sadrži fragmente 15 folklornih koreografija. Sadržaj medija je pokazatelj ustrajnog rada članova i vodstva HKUD-a Valpovo 1905. Sve informacije o mediju:valpovo1905.hr  Arhivirana inačica izvorne stranice od 12. studenoga 2012. (Wayback Machine)
Napomena: U medijima se sreće i proizvoljno promijenjeno ime HKUD Valpovo 1905. bez navodnika, s oznakom rednog broja i bez imena sjedišta.

Jedan od glavnih čimbenika kulturnog života Valpova i bliže okolice je HKUD “Valpovo 1905″. Ova kulturno-umjetnička udruga okuplja oko 150 članova raspoređenih prema osobnim sklonostima u različite sekcije iz područja umjetničkog amaterizma. Tako u sastavu društva djeluju: folklorna sekcija, tamburaški orkestar s vokalnim solistima, sekcija stvaratelja poezije “Poeta” te dječji plesni i glazbeni sastavi.
HKUD “Valpovo 1905″ je jedna od najstarijih sličnih udruga u Slavoniji, osnovana daleke 1905. godine od kada djeluje kontinuirano do danas.
Folklorna sekcija i tamburaški orkestar s vokalnim solistima njeguju izvornu narodnu pjesmu i ples, a kao osnovni zadatak imaju očuvanje tradicijskih umjetničkih vrijednosti našeg naroda. U programu ovih sekcija trenutno se nalazi 30-ak koreografiranih spletova narodnih plesova i plesnih običaja iz svih krajeva naše domovine te impozantni broj narodnih pjesama i instrumentalnih skladbi.
Društvo godišnje izvede oko 35 javnih nastupa širom Hrvatske, a folklorni ansambl s tamburaškim orkestrom gostovao je i u inozemstvu (Mađarska, Njemačka, Slovenija, Austrija, Italija, Rumunjska, Nizozemska, Srbija, Crna Gora, Poljska, Makedonija, Bosna i Hercegovina, Turska, Albanija...). Za svoj rad i dostignuća na očuvanju folklorne baštine našeg naroda vrijedni valpovački amateri dobili su niz društvenih priznanja, kao i brojne pohvale folklornih stručnjaka. Spomenut ćemo samo neka: Povelja Kulturno-prosvjetnog sabora Hrvatske, Plaketa Mjesne zajednice Valpovo, Dvije Nagrade oslobođenja Valpovštine, Plaketa Matije Petra Katančića,  Nagrada Osječko-baranjske županije, te brojne nagrade i priznanja na folklornim festivalima.
Izvor:
- Registar udruga Republike Hrvatske  Arhivirana inačica izvorne stranice od 16. srpnja 2006. (Wayback Machine)
- Valpovo 1905.[neaktivna poveznica]